# Tim Ingold
Tim Ingold (Kent, 1 de noviembre de 1948) es un antropólogo británico, catedrático de Antropología Social en la Universidad de Aberdeen.

## Formación
Se educó en la escuela Park Leighton en Leer, Reino Unido y su padre fue el mundialmente-renombrado micologista Cecil Terence Ingold. Asistió a la universidad de Churchill, Cambridge, inicialmente estudiando ciencias naturales pero cambiando luego a antropología (BA en Antropología Social 1970, PhD 1976). Su trabajo doctoral fue con el Skolt Saami de Finlandia nororiental, estudiando sus adaptaciones ecológicas, organización social y política étnica. Ingold enseñó en la Universidad de Helsinki (1973–74) y luego en la Universidad de Mánchester, deviniendo Profesor en 1990 y Max Gluckman Profesor en 1995.  En 1999 se pasa a la Universidad de Aberdeen. En 2015 recibe el doctorado honorífico por la universidad de Leuphana de Lüneburg (Alemania). Tiene cuatro hijos.

## Trayectoria
Sus intereses son amplios y variados con una aproximación académica individual. Incluyen percepción medioambiental, lengua, tecnología y habilidades (Skills) prácticas, arte y arquitectura, creatividad, teorías de la evolución en antropología, relaciones humanos-animales, y aproximaciones ecológicas en antropología.
Su primera preocupación fue estudiar comparativamente a los pueblos del norte circumpolar, analizando su caza, pastoreo y ganadería, así como las formas alternativas en qué estos pueblos han basado su modo de vida en torno al reno o caribou.
En su trabajo reciente,  enlaza los temas de percepción medioambiental y habilidades (skills), reemplazando modelos tradicionales de transmisión genética y cultural, basado en la alianza de biología neo-Darwiniana y ciencia cognitiva, con una aproximación relacional que se centra en el crecimiento las habilidades de percepción y acción dentro de contextos sociales y medioambientales del desarrollo humano. Esto lo llevó a examinar el uso de las líneas en la cultura, así como la relación entre antropología, arquitectura, arte y diseño.
En sus más recientes escritos Ingold realiza un análisis crítico del rol que la Antropología cumple en la sociedad y dentro de las disciplinas sociales: "Tenemos que movernos más allá de la idea de que la antropología estudia las culturas. Necesitamos pensarla como una disciplina especulativa, que mira las posibilidades y potencialidades de los seres humanos. Por eso, según mi definición, es una filosofía que incluye a la gente. No es sólo pensar cómo fue o es la vida humana en ciertos lugares o momentos sino cómo podría ser, qué tipo de vida podríamos vivir. La antropología debería mirar al futuro a través de la lente del pasado. Debe ser especulativa y no sólo una disciplina empírica".

## Reconocimientos
- Socio de la Academia Británica (1997)
- Socio de la Sociedad Real de Edimburgo (2000)
- Doctorado honorífio de la Universidad de Leuphana en Lüneburg (2015)

## Otras lecturas
- Tim Ingold. En la distinción entre Evolución e Historia. Historia de Evolución & social. Vol. 1, n.º 1, 2002, pp. 5–2.4[7]
- Tim Ingold. Hacia una Ecología de Materiales. Registro de audio de la conferencia dada en Dublín Universitario Universitario, febrero de 2012.[8]
- Tim Ingold. Entrevista con Tim Ingold. 5 de octubre de 2011. En Ponto Urbe, Revista Núcleo de Antropología Urbana da USP, Num.11, Dic. 2012.[2]